# Миналото на град Раковски (книга)
„Миналото на град Раковски“ e историческо изследване от проф. Божидар Димитров за населението, живяло през различни периоди в района на град Раковски. Изследването е издадено в книга през 1989 г. в София от издателство „София прес" и съдържа 149 страници.

## Възприемане и критика
След излизане на книгата, тя се възприема с гордост от населението на града въпреки очевидния идеологически белег оставен от времето на нейната подготовка и отпечатване – класова критика на времето преди 1944 г., непълното отразяване на ролята на църквата за развитието на населението след Освобождението, и др.
Книгата съдържа сведения и няколко снимкови материала от архивите на Ватикана благодарение на възможността авторът лично да ги изследва през 1979 г. След промените през 1989 г. проф. Божидар Димитров е критикуван за добросъвестността си при обнародване на резултатите от работата му във Ватиканските архиви.